# 올림픽 유도 메달리스트 목록
다음은 올림픽 유도의 메달리스트 목록이다.

## 남자

### 엑스트라 라이트급
- -60kg (1980년 ~ 현재)

| 종목                       | 금                           | 은                           | 동                                     |
| -------------------------- | ---------------------------- | ---------------------------- | -------------------------------------- |
| 1980 모스크바 자세히       | 티에리 레 · 프랑스           | 호세 로드리게스 · 쿠바       | 킨체스 티보르 · 헝가리                 |
| 1980 모스크바 자세히       | 티에리 레 · 프랑스           | 호세 로드리게스 · 쿠바       | 아람비 에미즈흐 · 소련                 |
| 1984 로스엔젤레스 자세히   | 호소카와 신지 · 일본         | 김재엽 · 대한민국            | 닐 에커슬리 · 영국                     |
| 1984 로스엔젤레스 자세히   | 호소카와 신지 · 일본         | 김재엽 · 대한민국            | 에드워드 리디 · 미국                   |
| 1988 서울 자세히           | 김재엽 · 대한민국            | 케빈 아사노 · 미국           | 호소카와 신지 · 일본                   |
| 1988 서울 자세히           | 김재엽 · 대한민국            | 케빈 아사노 · 미국           | 푸티 카시빌레 · 소련                   |
| 1992 바르셀로나 자세히     | 나짐 휘세이노프 · 연합       | 윤현 · 대한민국              | 타다 고시노 · 일본                     |
| 1992 바르셀로나 자세히     | 나짐 휘세이노프 · 연합       | 윤현 · 대한민국              | 리하르트 트라우만 · 독일               |
| 1996 애틀랜타 자세히       | 노무라 다다히로 · 일본       | 지롤라모 조비나초 · 이탈리아 | 리하르트 트라우만 · 독일               |
| 1996 애틀랜타 자세히       | 노무라 다다히로 · 일본       | 지롤라모 조비나초 · 이탈리아 | 도르팔람 나만파크 · 몽골               |
| 2000 시드니 자세히         | 노무라 다다히로 · 일본       | 정부경 · 대한민국            | 무크타루브 · 키르기스스탄              |
| 2000 시드니 자세히         | 노무라 다다히로 · 일본       | 정부경 · 대한민국            | 마놀로 프로 · 쿠바                     |
| 2004 아테네 자세히         | 노무라 다다히로 · 일본       | 네스토르 헤르기아니 · 조지아 | 카스바타르 차간바 · 몽골               |
| 2004 아테네 자세히         | 노무라 다다히로 · 일본       | 네스토르 헤르기아니 · 조지아 | 최민호 · 대한민국                      |
| 2008 베이징 자세히         | 최민호 · 대한민국            | 루트비히 파이셔 · 오스트리아 | 리쇼트 소비로프 · 우즈베키스탄         |
| 2008 베이징 자세히         | 최민호 · 대한민국            | 루트비히 파이셔 · 오스트리아 | 루펜 호우케스 · 네덜란드               |
| 2012 런던 자세히           | 아르센 갈스탼 · 러시아       | 히라오카 히로아키 · 일본     | 펠리피 키타다이 · 브라질               |
| 2012 런던 자세히           | 아르센 갈스탼 · 러시아       | 히라오카 히로아키 · 일본     | 리쇼트 소비로프 · 우즈베키스탄         |
| 2016 리우데자네이루 자세히 | 베슬란 무드라노프 · 러시아   | 옐도스 스메토프 · 카자흐스탄 | 다카토 나오히사 · 일본                 |
| 2016 리우데자네이루 자세히 | 베슬란 무드라노프 · 러시아   | 옐도스 스메토프 · 카자흐스탄 | 디요르베크 우로즈보예프 · 우즈베키스탄 |
| 2020 도쿄 자세히           | 다카토 나오히사 · 일본       | 양융웨이 · 중화 타이베이     | 옐도스 스메토프 · 카자흐스탄           |
| 2020 도쿄 자세히           | 다카토 나오히사 · 일본       | 양융웨이 · 중화 타이베이     | 뤼카 므케이제 · 프랑스                 |
| 2024 파리 자세히           | 옐도스 스메토프 · 카자흐스탄 | 뤼카 므케이제 · 프랑스       | 나가야마 류주 · 일본                   |
| 2024 파리 자세히           | 옐도스 스메토프 · 카자흐스탄 | 뤼카 므케이제 · 프랑스       | 프란시스코 가리고스 · 스페인           |

### 하프 라이트급
- -65kg (1980년 ~ 1996년)
- -66kg (2000년 ~ 현재)

| 종목                       | 금                             | 은                             | 동                                 |
| -------------------------- | ------------------------------ | ------------------------------ | ---------------------------------- |
| 1980 모스크바 자세히       | 니콜라이 솔로투킨 · 소련       | 첸딘 다무징 · 몽골             | 아리안 네노코후 · 불가리아         |
| 1980 모스크바 자세히       | 니콜라이 솔로투킨 · 소련       | 첸딘 다무징 · 몽골             | 야누 폴로스키 · 폴란드             |
| 1984 로스엔젤레스 자세히   | 마쓰오카 요시유키 · 일본       | 황정오 · 대한민국              | 마르크 알렉상드르 · 프랑스         |
| 1984 로스엔젤레스 자세히   | 마쓰오카 요시유키 · 일본       | 황정오 · 대한민국              | 요제프 라이터 · 오스트리아         |
| 1988 서울 자세히           | 이경근 · 대한민국              | 야누슈 파브워프스키 · 폴란드   | 카라베타 브루노 · 프랑스           |
| 1988 서울 자세히           | 이경근 · 대한민국              | 야누슈 파브워프스키 · 폴란드   | 야마모토 요스케 · 일본             |
| 1992 바르셀로나 자세히     | 호제리우 삼파이우 · 브라질     | 요제프 사크 · 헝가리           | 우도 켈말츠 · 독일                 |
| 1992 바르셀로나 자세히     | 호제리우 삼파이우 · 브라질     | 요제프 사크 · 헝가리           | 이스라엘 에르난데스 · 쿠바         |
| 1996 애틀랜타 자세히       | 우도 켈말츠 · 독일             | 나카무라 유키마사 · 일본       | 엔리케 마라에스 · 브라질           |
| 1996 애틀랜타 자세히       | 우도 켈말츠 · 독일             | 나카무라 유키마사 · 일본       | 이스라엘 에르난데스 · 쿠바         |
| 2000 시드니 자세히         | 휘세인 외즈칸 · 튀르키예       | 라르비 벤부다우드 · 프랑스     | 지롤라모 조비나초 · 이탈리아       |
| 2000 시드니 자세히         | 휘세인 외즈칸 · 튀르키예       | 라르비 벤부다우드 · 프랑스     | 게오르기 와자가시비리 · 조지아     |
| 2004 아테네 자세히         | 우치시바 마사토 · 일본         | 요세프 크르니치 · 슬로바키아   | 게오르기 게오르기에프 · 불가리아   |
| 2004 아테네 자세히         | 우치시바 마사토 · 일본         | 요세프 크르니치 · 슬로바키아   | 요르다니스 아렌치비아 · 쿠바       |
| 2008 베이징 자세히         | 마사토 우치시바 · 일본         | 벤자민 다르벨레 · 프랑스       | 박철민 · 조선민주주의인민공화국    |
| 2008 베이징 자세히         | 마사토 우치시바 · 일본         | 벤자민 다르벨레 · 프랑스       | 요르다니스 아렌치비아 · 쿠바       |
| 2012 런던 자세히           | 라샤 샤브다투아슈빌리 · 조지아 | 운그바리 미클로시 · 헝가리     | 에비누마 마사시 · 일본             |
| 2012 런던 자세히           | 라샤 샤브다투아슈빌리 · 조지아 | 운그바리 미클로시 · 헝가리     | 조준호 · 대한민국                  |
| 2016 리우데자네이루 자세히 | 파비오 바실레 · 이탈리아       | 안바울 · 대한민국              | 에비누마 마사시 · 일본             |
| 2016 리우데자네이루 자세히 | 파비오 바실레 · 이탈리아       | 안바울 · 대한민국              | 리쇼트 소비로프 · 우즈베키스탄     |
| 2020 도쿄 자세히           | 아베 히후미 · 일본             | 바자 마르그벨라슈빌리 · 조지아 | 안바울 · 대한민국                  |
| 2020 도쿄 자세히           | 아베 히후미 · 일본             | 바자 마르그벨라슈빌리 · 조지아 | 다니에우 카르그닝 · 브라질         |
| 2024 파리 자세히           | 아베 히후미 · 일본             | 윌리앙 리마 · 브라질           | 구스만 키르기스바예프 · 카자흐스탄 |
| 2024 파리 자세히           | 아베 히후미 · 일본             | 윌리앙 리마 · 브라질           | 데니스 비에루 · 몰도바             |

### 라이트급
- -68kg (1964년)
- -63kg (1972년 ~ 1976년)
- -71kg (1980년 ~ 1996년)
- -73kg (2000년 ~ 현재)

| 종목                       | 금                                   | 은                                   | 동                                   |
| -------------------------- | ------------------------------------ | ------------------------------------ | ------------------------------------ |
| 1964 도쿄 자세히           | 나카타니 다케히데 · 일본             | 에릭 헨니 · 스위스                   | 아론 보골류보프 · 소련               |
| 1964 도쿄 자세히           | 나카타니 다케히데 · 일본             | 에릭 헨니 · 스위스                   | 올레크 스테파노프 · 소련             |
| 1968 멕시코시티            | 올림픽에서 이 경기가 진행되지 않았다 | 올림픽에서 이 경기가 진행되지 않았다 | 올림픽에서 이 경기가 진행되지 않았다 |
| 1972 뭔헨 자세히           | 가와구치 다카오 · 일본               | 없음                                 | 김용익 · 조선민주주의인민공화국      |
| 1972 뭔헨 자세히           | 가와구치 다카오 · 일본               | 없음                                 | 장 자크 무니에 · 프랑스              |
| 1976 몬트리올 자세히       | 엑토르 로드리게스 · 쿠바             | 장은경 · 대한민국                    | 펠리체 마라아니 · 이탈리아           |
| 1976 몬트리올 자세히       | 엑토르 로드리게스 · 쿠바             | 장은경 · 대한민국                    | 요제프 툰치크 · 헝가리               |
| 1980 모스크바 자세히       | 에치오 감바 · 이탈리아               | 닐 애덤스 · 영국                     | 리후단 다바다바이 · 몽골             |
| 1980 모스크바 자세히       | 에치오 감바 · 이탈리아               | 닐 애덤스 · 영국                     | 칼 하인츠레만 · 동독                 |
| 1984 로스엔젤레스 자세히   | 안병근 · 대한민국                    | 에치오 감바 · 이탈리아               | 케리스 브라운 · 영국                 |
| 1984 로스엔젤레스 자세히   | 안병근 · 대한민국                    | 에치오 감바 · 이탈리아               | 루이스 온무라 · 브라질               |
| 1988 서울 자세히           | 마르크 알렉상드르 · 프랑스           | 스벤 롤 · 동독                       | 마이크 스웨인 · 미국                 |
| 1988 서울 자세히           | 마르크 알렉상드르 · 프랑스           | 스벤 롤 · 동독                       | 알렉산드르 게오르기 · 소련           |
| 1992 바르셀로나 자세히     | 고가 도시히코 · 일본                 | 하이토스 베르타란 · 헝가리           | 정훈 · 대한민국                      |
| 1992 바르셀로나 자세히     | 고가 도시히코 · 일본                 | 하이토스 베르타란 · 헝가리           | 사마드가 샤이를 · 이스라엘           |
| 1996 애틀랜타 자세히       | 나카무라 겐조 · 일본                 | 곽대성 · 대한민국                    | 크리스토프 갈리아노 · 프랑스         |
| 1996 애틀랜타 자세히       | 나카무라 겐조 · 일본                 | 곽대성 · 대한민국                    | 지미 페트로 · 미국                   |
| 2000 시드니 자세히         | 주세페 마달로니 · 이탈리아           | 티아구 카밀루 · 브라질               | 아나톨리 라르코 · 벨라루스           |
| 2000 시드니 자세히         | 주세페 마달로니 · 이탈리아           | 티아구 카밀루 · 브라질               | 후세보로도 제루니스 · 라트비아       |
| 2004 아테네 자세히         | 이원희 · 대한민국                    | 비탈리 마가로프 · 러시아             | 지미 페트로 · 미국                   |
| 2004 아테네 자세히         | 이원희 · 대한민국                    | 비탈리 마가로프 · 러시아             | 라울 보키에프 · 브라질               |
| 2008 베이징 자세히         | 엘누르 맘마들리 · 아제르바이잔       | 왕기춘 · 대한민국                    | 라술 보키에프 · 타지키스탄           |
| 2008 베이징 자세히         | 엘누르 맘마들리 · 아제르바이잔       | 왕기춘 · 대한민국                    | 레안드로 칼레이로 · 브라질           |
| 2012 런던 자세히           | 만수르 이사예프 · 러시아             | 나카야 리키 · 일본                   | 사잉자르갈링 냠오치르 · 몽골         |
| 2012 런던 자세히           | 만수르 이사예프 · 러시아             | 나카야 리키 · 일본                   | 위고 르그랑 · 프랑스                 |
| 2016 리우데자네이루 자세히 | 오노 쇼헤이 · 일본                   | 뤼스탬 오루조프 · 아제르바이잔       | 라샤 샤브다투아슈빌리 · 조지아       |
| 2016 리우데자네이루 자세히 | 오노 쇼헤이 · 일본                   | 뤼스탬 오루조프 · 아제르바이잔       | 디르크 판 티헐트 · 벨기에            |
| 2020 도쿄 자세히           | 오노 쇼헤이 · 일본                   | 라샤 샤브다투아슈빌리 · 조지아       | 안창림 · 대한민국                    |
| 2020 도쿄 자세히           | 오노 쇼헤이 · 일본                   | 라샤 샤브다투아슈빌리 · 조지아       | 쳉드오치링 척트바타르 · 몽골         |
| 2024 파리 자세히           | 히다얘트 헤이대로프 · 아제르바이잔   | 조앙뱅자맹 가바 · 프랑스             | 아딜 오스마노브 · 몰도바             |
| 2024 파리 자세히           | 히다얘트 헤이대로프 · 아제르바이잔   | 조앙뱅자맹 가바 · 프랑스             | 하시모토 소이치 · 일본               |

### 하프미들급
- -70kg (1972년 ~ 1976년)
- -78kg (1980년 ~ 1996년)
- -81kg (2000년 ~ 현재)

| 종목                       | 금                           | 은                           | 동                               |
| -------------------------- | ---------------------------- | ---------------------------- | -------------------------------- |
| 1972 뭔헨 자세히           | 노무라 도요카즈 · 일본       | 안톤 자이코프스키 · 폴란드   | 디트마르 회트거 · 동독           |
| 1972 뭔헨 자세히           | 노무라 도요카즈 · 일본       | 안톤 자이코프스키 · 폴란드   | 아나톨리 노비코프 · 소련         |
| 1976 몬트리올 자세히       | 블라디미르 네브로조프 · 소련 | 구라모토 고지 · 일본         | 마리안 타와이 · 폴란드           |
| 1976 몬트리올 자세히       | 블라디미르 네브로조프 · 소련 | 구라모토 고지 · 일본         | 파트리크 비알 · 프랑스           |
| 1980 모스크바 자세히       | 쇼타 헤라레이 · 소련         | 후안 페레 · 쿠바             | 하랄드 하인케 · 동독             |
| 1980 모스크바 자세히       | 쇼타 헤라레이 · 소련         | 후안 페레 · 쿠바             | 버나드 줄리앙 · 프랑스           |
| 1984 로스엔젤레스 자세히   | 프랭클린 비네거 · 서독       | 닐 애덤스 · 영국             | 미르 브라티카 · 루마니아         |
| 1984 로스엔젤레스 자세히   | 프랭클린 비네거 · 서독       | 닐 애덤스 · 영국             | 미셸 노박 · 프랑스               |
| 1988 서울 자세히           | 발데마르 레기엔 · 폴란드     | 프랭클린 비네거 · 서독       | 도르스텐 브리초트 · 동독         |
| 1988 서울 자세히           | 발데마르 레기엔 · 폴란드     | 프랭클린 비네거 · 서독       | 바시르 바라예프 · 소련           |
| 1992 바르셀로나 자세히     | 요시다 히데히코 · 일본       | 제이슨 모리스 · 미국         | 김병주 · 대한민국                |
| 1992 바르셀로나 자세히     | 요시다 히데히코 · 일본       | 제이슨 모리스 · 미국         | 버트란드 다매싱 · 프랑스         |
| 1996 애틀랜타 자세히       | 자멜 부라 · 프랑스           | 고가 도시히코 · 일본         | 조인철 · 대한민국                |
| 1996 애틀랜타 자세히       | 자멜 부라 · 프랑스           | 고가 도시히코 · 일본         | 소소리 파르텔리아니 · 조지아     |
| 2000 시드니 자세히         | 타키모토 마코토 · 일본       | 조인철 · 대한민국            | 누누 델가도 · 포르투갈           |
| 2000 시드니 자세히         | 타키모토 마코토 · 일본       | 조인철 · 대한민국            | 알렉세이 부도린 · 에스토니아     |
| 2004 아테네 자세히         | 일리아스 일리아디스 · 그리스 | 로만 곤티욱 · 우크라이나     | 드미트리 노스프 · 러시아         |
| 2004 아테네 자세히         | 일리아스 일리아디스 · 그리스 | 로만 곤티욱 · 우크라이나     | 플라비오 칸토 · 브라질           |
| 2008 베이징 자세히         | 올레 비쇼프 · 독일           | 김재범 · 대한민국            | 티아쿠 카밀로 · 브라질           |
| 2008 베이징 자세히         | 올레 비쇼프 · 독일           | 김재범 · 대한민국            | 로마 엘몬트 · 우크라이나         |
| 2012 런던 자세히           | 김재범 · 대한민국            | 올레 비쇼프 · 독일           | 이반 니폰토프 · 러시아           |
| 2012 런던 자세히           | 김재범 · 대한민국            | 올레 비쇼프 · 독일           | 앙투안 발루아포르티에 · 캐나다   |
| 2016 리우데자네이루 자세히 | 하산 할무르자예프 · 러시아   | 트래비스 스티븐스 · 미국     | 세르지우 토마 · 아랍에미리트     |
| 2016 리우데자네이루 자세히 | 하산 할무르자예프 · 러시아   | 트래비스 스티븐스 · 미국     | 나가세 다카노리 · 일본           |
| 2020 도쿄 자세히           | 나가세 다카노리 · 일본       | 사에이드 몰라에이 · 몽골     | 샤밀 보르차슈빌리 · 오스트리아   |
| 2020 도쿄 자세히           | 나가세 다카노리 · 일본       | 사에이드 몰라에이 · 몽골     | 마티아스 카스 · 벨기에           |
| 2024 파리 자세히           | 나가세 다카노리 · 일본       | 타토 그리갈라슈빌리 · 조지아 | 이준환 · 대한민국                |
| 2024 파리 자세히           | 나가세 다카노리 · 일본       | 타토 그리갈라슈빌리 · 조지아 | 소몬 마흐마드베코프 · 타지키스탄 |

### 미들급
- -80kg (1964년 ~ 1976년)
- -86kg (1980년 ~ 1996년)
- -90kg (2000년 ~ 현재)

| 종목                       | 금                                   | 은                                   | 동                                   |
| -------------------------- | ------------------------------------ | ------------------------------------ | ------------------------------------ |
| 1964 도쿄 자세히           | 오카노 이사오 · 일본                 | 볼프강 호프만 · 독일 연합            | 제임스 브래그먼 · 미국               |
| 1964 도쿄 자세히           | 오카노 이사오 · 일본                 | 볼프강 호프만 · 독일 연합            | 김의태 · 대한민국                    |
| 1968 멕시코시티            | 올림픽에서 이 경기가 진행되지 않았다 | 올림픽에서 이 경기가 진행되지 않았다 | 올림픽에서 이 경기가 진행되지 않았다 |
| 1972 뭔헨 자세히           | 세키네 시노부 · 일본                 | 오승립 · 대한민국                    | 장 폴 코슈 · 프랑스                  |
| 1972 뭔헨 자세히           | 세키네 시노부 · 일본                 | 오승립 · 대한민국                    | 브라이언 잭스 · 영국                 |
| 1976 몬트리올 자세히       | 소노다 이사무 · 일본                 | 발레니 드보인코프 · 소련             | 슬라브코 오바도브 · 유고슬라비아     |
| 1976 몬트리올 자세히       | 소노다 이사무 · 일본                 | 발레니 드보인코프 · 소련             | 박영철 · 대한민국                    |
| 1980 모스크바 자세히       | 위르크 뢰틀리스베르거 · 스위스       | 이삭 이르쿠이 · 쿠바                 | 네오 레텔 · 동독                     |
| 1980 모스크바 자세히       | 위르크 뢰틀리스베르거 · 스위스       | 이삭 이르쿠이 · 쿠바                 | 알렉산드르 야지케비지 · 소련         |
| 1984 로스엔젤레스 자세히   | 페터 자이젠바허 · 오스트리아         | 로버트 랜트 · 미국                   | 월터 카르모나 · 브라질               |
| 1984 로스엔젤레스 자세히   | 페터 자이젠바허 · 오스트리아         | 로버트 랜트 · 미국                   | 세이유코 · 일본                      |
| 1988 서울 자세히           | 페터 자이젠바허 · 오스트리아         | 블라디미르 체스타코프 · 소련         | 오다카 아키노부 · 일본               |
| 1988 서울 자세히           | 페터 자이젠바허 · 오스트리아         | 블라디미르 체스타코프 · 소련         | 벤 스피커스 · 네덜란드               |
| 1992 바르셀로나 자세히     | 발데마르 레기엔 · 폴란드             | 파스칼 타요트 · 프랑스               | 니콜라스 길 · 캐나다                 |
| 1992 바르셀로나 자세히     | 발데마르 레기엔 · 폴란드             | 파스칼 타요트 · 프랑스               | 히로타카 오가다 · 일본               |
| 1996 애틀랜타 자세히       | 전기영 · 대한민국                    | 아르멘 바그다사로프 · 우즈베키스탄   | 마르크 하위징아 · 네덜란드           |
| 1996 애틀랜타 자세히       | 전기영 · 대한민국                    | 아르멘 바그다사로프 · 우즈베키스탄   | 스피타카 마르코 · 독일               |
| 2000 시드니 자세히         | 마르크 하위징아 · 네덜란드           | 카를로스 오노라투 · 브라질           | 프레데릭 데몬호코 · 프랑스           |
| 2000 시드니 자세히         | 마르크 하위징아 · 네덜란드           | 카를로스 오노라투 · 브라질           | 루슬란 마슈렌 · 우크라이나           |
| 2004 아테네 자세히         | 주라브 즈비아다우리 · 조지아         | 이즈미 히로시 · 일본                 | 마르크 하위징아 · 네덜란드           |
| 2004 아테네 자세히         | 주라브 즈비아다우리 · 조지아         | 이즈미 히로시 · 일본                 | 비아체슬라프 데록 · 러시아           |
| 2008 베이징 자세히         | 이라클리 치레키제 · 조지아           | 아마르 베니흘레프 · 알제리           | 히샴 미스바 · 이집트                 |
| 2008 베이징 자세히         | 이라클리 치레키제 · 조지아           | 아마르 베니흘레프 · 알제리           | 세르게이 아쉬반덴 · 스위스           |
| 2012 런던 자세히           | 송대남 · 대한민국                    | 아슬레이 곤살레스 · 쿠바             | 일리아스 일리아디스 · 그리스         |
| 2012 런던 자세히           | 송대남 · 대한민국                    | 아슬레이 곤살레스 · 쿠바             | 니시야마 마사시 · 일본               |
| 2016 리우데자네이루 자세히 | 베이카 마슈 · 일본                   | 바를람 리파르텔리아니 · 조지아       | 곽동한 · 대한민국                    |
| 2016 리우데자네이루 자세히 | 베이카 마슈 · 일본                   | 바를람 리파르텔리아니 · 조지아       | 청쉰자오 · 중화인민공화국            |
| 2020 도쿄 자세히           | 라샤 베카우리 · 조지아               | 에두아르트 트리펠 · 독일             | 다블라트 보보노프 · 우즈베키스탄     |
| 2020 도쿄 자세히           | 라샤 베카우리 · 조지아               | 에두아르트 트리펠 · 독일             | 토트 크리스티안 · 헝가리             |
| 2024 파리 자세히           | 라샤 베카우리 · 조지아               | 무라오 산시로 · 일본                 | 막심가엘 응가야프 앙부 · 프랑스      |
| 2024 파리 자세히           | 라샤 베카우리 · 조지아               | 무라오 산시로 · 일본                 | 테오도로스 첼리디스 · 그리스         |

### 하프 해비급
- -93kg (1972년 ~ 1976년)
- -95kg (1980년 ~ 1996년)
- -100kg (2000년 ~ 현재)

| 종목                       | 금                           | 은                               | 동                                       |
| -------------------------- | ---------------------------- | -------------------------------- | ---------------------------------------- |
| 1972 뭔헨 자세히           | 빌럼 뤼스카 · 네덜란드       | 클라우스 클란 · 서독             | 니시무라 모도키 · 일본                   |
| 1972 뭔헨 자세히           | 빌럼 뤼스카 · 네덜란드       | 클라우스 클란 · 서독             | 기비 오나시빌리 · 소련                   |
| 1976 몬트리올 자세히       | 니노마야 가즈히로 · 일본     | 라마스 하르실라제 · 소련         | 위르크 뢰틀리스베르거 · 스위스           |
| 1976 몬트리올 자세히       | 니노마야 가즈히로 · 일본     | 라마스 하르실라제 · 소련         | 데이비드 스타브룩 · 영국                 |
| 1980 모스크바 자세히       | 로베르트 판 데 발레 · 벨기에 | 텡기즈 후불루리 · 소련           | 디트 마르 로렌츠 · 동독                  |
| 1980 모스크바 자세히       | 로베르트 판 데 발레 · 벨기에 | 텡기즈 후불루리 · 소련           | 헹크 누만 · 네덜란드                     |
| 1984 로스엔젤레스 자세히   | 하형주 · 대한민국            | 도글라스 비에이라 · 브라질       | 비아르드니 프리드릭손 · 아이슬란드       |
| 1984 로스엔젤레스 자세히   | 하형주 · 대한민국            | 도글라스 비에이라 · 브라질       | 권터 노이로이터 · 서독                   |
| 1988 서울 자세히           | 아우렐리우 미구엘 · 브라질   | 마르크 마일링 · 서독             | 데니스 스튜어트 · 영국                   |
| 1988 서울 자세히           | 아우렐리우 미구엘 · 브라질   | 마르크 마일링 · 서독             | 로베르트 판 데 발레 · 벨기에             |
| 1992 바르셀로나 자세히     | 안탈 코바치스 · 헝가리       | 레이몬드 스티븐스 · 영국         | 테오 메이어 · 네덜란드                   |
| 1992 바르셀로나 자세히     | 안탈 코바치스 · 헝가리       | 레이몬드 스티븐스 · 영국         | 드미트리 세르게프 · 연합                 |
| 1996 애틀랜타 자세히       | 파베우 나스툴라 · 폴란드     | 김민수 · 대한민국                | 스테판 트라이노 · 프랑스                 |
| 1996 애틀랜타 자세히       | 파베우 나스툴라 · 폴란드     | 김민수 · 대한민국                | 아우렐리우 미게우 · 브라질               |
| 2000 시드니 자세히         | 이노우에 고세이 · 일본       | 니콜라스 길 · 캐나다             | 유리 스테부킨 · 러시아                   |
| 2000 시드니 자세히         | 이노우에 고세이 · 일본       | 니콜라스 길 · 캐나다             | 스테판 트라이노 · 프랑스                 |
| 2004 아테네 자세히         | 이하르 마카라우 · 벨라루스   | 장성호 · 대한민국                | 아리엘 제비 · 이스라엘                   |
| 2004 아테네 자세히         | 이하르 마카라우 · 벨라루스   | 장성호 · 대한민국                | 미카엘 주랙 · 독일                       |
| 2008 베이징 자세히         | 나이단 투신바야르 · 몽골     | 아쉬카트 지트케예브 · 카자흐스탄 | 모블루드 미랄리예프 · 아제르바이잔       |
| 2008 베이징 자세히         | 나이단 투신바야르 · 몽골     | 아쉬카트 지트케예브 · 카자흐스탄 | 헨크 그롤 · 네덜란드                     |
| 2012 런던 자세히           | 타기르 하이불라예프 · 러시아 | 나이당깅 투브신바야르 · 몽골     | 디미트리 페터스 · 독일                   |
| 2012 런던 자세히           | 타기르 하이불라예프 · 러시아 | 나이당깅 투브신바야르 · 몽골     | 헹크 흐롤 · 네덜란드                     |
| 2016 리우데자네이루 자세히 | 루카시 크르팔레크 · 체코     | 엘마르 가스모프 · 아제르바이잔   | 시릴 마레 · 프랑스                       |
| 2016 리우데자네이루 자세히 | 루카시 크르팔레크 · 체코     | 엘마르 가스모프 · 아제르바이잔   | 하가 류노스케 · 일본                     |
| 2020 도쿄 자세히           | 에런 울프 · 일본             | 조구함 · 대한민국                | 조르즈 폰세카 · 포르투갈                 |
| 2020 도쿄 자세히           | 에런 울프 · 일본             | 조구함 · 대한민국                | 니야스 일리야소프 · 러시아 올림픽 위원회 |
| 2024 파리 자세히           | 잴림 코초예프 · 아제르바이잔 | 일리아 술라마니제 · 조지아       | 페테르 팔치크 · 이스라엘                 |
| 2024 파리 자세히           | 잴림 코초예프 · 아제르바이잔 | 일리아 술라마니제 · 조지아       | 무자파르베크 토라보예프 · 우즈베키스탄   |

### 해비급
- +80kg (1964년)
- +93kg (1972년 ~ 1976년)
- +95kg (1980년 ~ 1996년)
- +100kg (2000년 ~ 현재)

| 종목                       | 금                                   | 은                                   | 동                                       |
| -------------------------- | ------------------------------------ | ------------------------------------ | ---------------------------------------- |
| 1964 도쿄 자세히           | 이노쿠마 이사오 · 일본               | 더그 로저스 · 캐나다                 | 파르나오스 체크발리제 · 소련             |
| 1964 도쿄 자세히           | 이노쿠마 이사오 · 일본               | 더그 로저스 · 캐나다                 | 안조르 키크나제 · 소련                   |
| 1968 멕시코시티            | 올림픽에서 이 경기가 진행되지 않았다 | 올림픽에서 이 경기가 진행되지 않았다 | 올림픽에서 이 경기가 진행되지 않았다     |
| 1972 뭔헨 자세히           | 빌럼 뤼스카 · 네덜란드               | 클라우스 클란 · 서독                 | 니시무라 모도키 · 일본                   |
| 1972 뭔헨 자세히           | 빌럼 뤼스카 · 네덜란드               | 클라우스 클란 · 서독                 | 기비 오나시빌리 · 소련                   |
| 1976 몬트리올 자세히       | 세르게이 노비코프 · 소련             | 권터 노이로이터 · 서독               | 앨런 코지 · 미국                         |
| 1976 몬트리올 자세히       | 세르게이 노비코프 · 소련             | 권터 노이로이터 · 서독               | 엔도 스미오 · 일본                       |
| 1980 모스크바 자세히       | 안젤로 파리시 · 프랑스               | 디미타르 자프디아노프 · 불가리아     | 라도미르 코바세비치 · 유고슬라비아       |
| 1980 모스크바 자세히       | 안젤로 파리시 · 프랑스               | 디미타르 자프디아노프 · 불가리아     | 블라디미르 코츠만 · 체코슬로바키아       |
| 1984 로스엔젤레스 자세히   | 사이토 히토시 · 일본                 | 안젤로 파리시 · 프랑스               | 마크 버거 · 캐나다                       |
| 1984 로스엔젤레스 자세히   | 사이토 히토시 · 일본                 | 안젤로 파리시 · 프랑스               | 조용철 · 대한민국                        |
| 1988 서울 자세히           | 사이토 히토시 · 일본                 | 헨리 슈퇴르 · 동독                   | 조용철 · 대한민국                        |
| 1988 서울 자세히           | 사이토 히토시 · 일본                 | 헨리 슈퇴르 · 동독                   | 그레고리 버리트체프 · 소련               |
| 1992 바르셀로나 자세히     | 데이비드 카칼레이체빌리 · 연합       | 오가와 나오야 · 일본                 | 임레 소즈 · 헝가리                       |
| 1992 바르셀로나 자세히     | 데이비드 카칼레이체빌리 · 연합       | 오가와 나오야 · 일본                 | 데이비드 뒤레 · 프랑스                   |
| 1996 애틀랜타 자세히       | 다비드 두이예 · 프랑스               | 에르네스토 페레스 · 스페인           | 프랭크 뮐러 · 독일                       |
| 1996 애틀랜타 자세히       | 다비드 두이예 · 프랑스               | 에르네스토 페레스 · 스페인           | 해르팬 바르네벨트 · 벨기에               |
| 2000 시드니 자세히         | 다비드 두이예 · 프랑스               | 시노하라 신이치 · 일본               | 인드렉 페르텔손 · 에스토니아             |
| 2000 시드니 자세히         | 다비드 두이예 · 프랑스               | 시노하라 신이치 · 일본               | 데니스 반 더 기스트 · 러시아             |
| 2004 아테네 자세히         | 스즈키 게이지 · 일본                 | 타머란 트메노프 · 러시아             | 인드렉 페르텔손 · 에스토니아             |
| 2004 아테네 자세히         | 스즈키 게이지 · 일본                 | 타머란 트메노프 · 러시아             | 데니스 반 더 기스트 · 네덜란드           |
| 2008 베이징 자세히         | 이시히 사토시 · 일본                 | 압둘로 탕그리에프 · 우즈베키스탄     | 테디 리네르 · 프랑스                     |
| 2008 베이징 자세히         | 이시히 사토시 · 일본                 | 압둘로 탕그리에프 · 우즈베키스탄     | 오스카르 브라이손 · 쿠바                 |
| 2012 런던 자세히           | 테디 리네르 · 프랑스                 | 알렉산드르 미하일린 · 러시아         | 안드레아스 퇼처 · 독일                   |
| 2012 런던 자세히           | 테디 리네르 · 프랑스                 | 알렉산드르 미하일린 · 러시아         | 하파에우 시우바 · 브라질                 |
| 2016 리우데자네이루 자세히 | 테디 리네르 · 프랑스                 | 하라사와 히사요시 · 일본             | 하파에우 시우바 · 브라질                 |
| 2016 리우데자네이루 자세히 | 테디 리네르 · 프랑스                 | 하라사와 히사요시 · 일본             | 오르 사손 · 이스라엘                     |
| 2020 도쿄 자세히           | 루카시 크르팔레크 · 체코             | 구람 투시슈빌리 · 조지아             | 테디 리네르 · 프랑스                     |
| 2020 도쿄 자세히           | 루카시 크르팔레크 · 체코             | 구람 투시슈빌리 · 조지아             | 타메를란 바샤예프 · 러시아 올림픽 위원회 |
| 2024 파리 자세히           | 테디 리네르 · 프랑스                 | 김민종 · 대한민국                    | 테무르 라히모프 · 타지키스탄             |
| 2024 파리 자세히           | 테디 리네르 · 프랑스                 | 김민종 · 대한민국                    | 알리셰르 유수포프 · 우즈베키스탄         |

## 여자

### 엑스트라 라이트급
- -48kg (1992년 ~ 현재)

| 종목                       | 금                              | 은                         | 동                                   |
| -------------------------- | ------------------------------- | -------------------------- | ------------------------------------ |
| 1992 바르셀로나 자세히     | 세실 노박 · 프랑스              | 다무라 료코 · 일본         | 아마릴리스 사본 · 쿠바               |
| 1992 바르셀로나 자세히     | 세실 노박 · 프랑스              | 다무라 료코 · 일본         | 훌리아 세뉴르트 · 튀르키예           |
| 1996 애틀랜타 자세히       | 계순희 · 조선민주주의인민공화국 | 다무라 료코 · 일본         | 아마릴리스 사본 · 쿠바               |
| 1996 애틀랜타 자세히       | 계순희 · 조선민주주의인민공화국 | 다무라 료코 · 일본         | 욜란다 솔레르 · 스페인               |
| 2000 시드니 자세히         | 다무라 료코 · 일본              | 보프 레토와 · 러시아       | 시몬스 제거 · 벨기에                 |
| 2000 시드니 자세히         | 다무라 료코 · 일본              | 보프 레토와 · 러시아       | 마리아 그란데 · 독일                 |
| 2004 아테네 자세히         | 다니 료코 · 일본                | 프레데리크 조시넷 · 프랑스 | 줄리아 마티자스 · 독일               |
| 2004 아테네 자세히         | 다니 료코 · 일본                | 프레데리크 조시넷 · 프랑스 | 가오평 · 중화인민공화국              |
| 2008 베이징 자세히         | 알렉산드라 드미트루 · 루마니아  | 야네트 베르모이 · 쿠바     | 다니 료코 · 일본                     |
| 2008 베이징 자세히         | 알렉산드라 드미트루 · 루마니아  | 야네트 베르모이 · 쿠바     | 파울라 파레토 · 아르헨티나           |
| 2012 런던 자세히           | 사라 메네제스 · 브라질          | 알리나 두미트루 · 루마니아 | 체르노비츠키 에버 · 헝가리           |
| 2012 런던 자세히           | 사라 메네제스 · 브라질          | 알리나 두미트루 · 루마니아 | 샤를린 판 스닉 · 벨기에              |
| 2016 리우데자네이루 자세히 | 파울라 파레토 · 아르헨티나      | 정보경 · 대한민국          | 곤도 아미 · 일본                     |
| 2016 리우데자네이루 자세히 | 파울라 파레토 · 아르헨티나      | 정보경 · 대한민국          | 오트곤체체크 갈바드라흐 · 카자흐스탄 |
| 2020 도쿄 자세히           | 디스트리아 크라스니치 · 코소보  | 도나키 후나 · 일본         | 다리야 빌로디드 · 우크라이나         |
| 2020 도쿄 자세히           | 디스트리아 크라스니치 · 코소보  | 도나키 후나 · 일본         | 뭉흐바팅 오랑체첵 · 몽골             |
| 2024 파리 자세히           | 쓰노다 나쓰미 · 일본            | 바부도르징 바상후 · 몽골   | 시린 부클리 · 프랑스                 |
| 2024 파리 자세히           | 쓰노다 나쓰미 · 일본            | 바부도르징 바상후 · 몽골   | 타라 바불파트 · 스웨덴               |

### 하프 라이트급
- -52kg (1992년 ~ 현재)

| 종목                       | 금                               | 은                              | 동                              |
| -------------------------- | -------------------------------- | ------------------------------- | ------------------------------- |
| 1992 바르셀로나 자세히     | 알무데나 무노스 · 스페인         | 미조구치 노리코 · 일본          | 리중원 · 중화인민공화국         |
| 1992 바르셀로나 자세히     | 알무데나 무노스 · 스페인         | 미조구치 노리코 · 일본          | 샤론 수잔 · 영국                |
| 1996 애틀랜타 자세히       | 미라클레르 레스토 · 프랑스       | 현숙희 · 대한민국               | 레그나 베르다샤 · 쿠바          |
| 1996 애틀랜타 자세히       | 미라클레르 레스토 · 프랑스       | 현숙희 · 대한민국               | 수가라와 모리코 · 일본          |
| 2000 시드니 자세히         | 레그나 베르데시아 · 쿠바         | 나라자키 노리코 · 일본          | 계순희 · 조선민주주의인민공화국 |
| 2000 시드니 자세히         | 레그나 베르데시아 · 쿠바         | 나라자키 노리코 · 일본          | 유시앙 리우 · 중화인민공화국    |
| 2004 아테네 자세히         | 셴둥메이 · 중화인민공화국        | 요코사와 유키 · 일본            | 아릴 헬렌 · 벨기에              |
| 2004 아테네 자세히         | 셴둥메이 · 중화인민공화국        | 요코사와 유키 · 일본            | 아말리스 사본 · 쿠바            |
| 2008 베이징 자세히         | 셴둥메이 · 중화인민공화국        | 안금애 · 조선민주주의인민공화국 | 소라야 하다드 · 알제리          |
| 2008 베이징 자세히         | 셴둥메이 · 중화인민공화국        | 안금애 · 조선민주주의인민공화국 | 나카무라 미사토 · 일본          |
| 2012 런던 자세히           | 안금애 · 조선민주주의인민공화국  | 야네트 베르모이 · 쿠바          | 로살바 포르치니티 · 이탈리아    |
| 2012 런던 자세히           | 안금애 · 조선민주주의인민공화국  | 야네트 베르모이 · 쿠바          | 프리실라 녜토 · 프랑스          |
| 2016 리우데자네이루 자세히 | 마일린다 켈멘디 · 코소보         | 오데테 주프리다 · 이탈리아      | 나카무라 미사토 · 일본          |
| 2016 리우데자네이루 자세히 | 마일린다 켈멘디 · 코소보         | 오데테 주프리다 · 이탈리아      | 나탈리야 쿠주티나 · 러시아      |
| 2020 도쿄 자세히           | 아베 우타 · 일본                 | 아망딘 뷔샤르 · 프랑스          | 오데테 주프리다 · 이탈리아      |
| 2020 도쿄 자세히           | 아베 우타 · 일본                 | 아망딘 뷔샤르 · 프랑스          | 첼시 자일스 · 영국              |
| 2024 파리 자세히           | 디요라 켈디요로바 · 우즈베키스탄 | 디스트리아 크라스니치 · 코소보  | 라리사 피멘타 · 브라질          |
| 2024 파리 자세히           | 디요라 켈디요로바 · 우즈베키스탄 | 디스트리아 크라스니치 · 코소보  | 아망딘 뷔샤르 · 프랑스          |

### 라이트급
- -56kg (1992년 ~ 1996년)
- -57kg (2000년 ~ 현재)

| 종목                       | 금                         | 은                              | 동                             |
| -------------------------- | -------------------------- | ------------------------------- | ------------------------------ |
| 1992 바르셀로나 자세히     | 미리엄 블라스코 · 스페인   | 페어 브라디 · 영국              | 드리울리스 곤살레스 · 쿠바     |
| 1992 바르셀로나 자세히     | 미리엄 블라스코 · 스페인   | 페어 브라디 · 영국              | 다테 마스찌 · 일본             |
| 1996 애틀랜타 자세히       | 드리울리스 곤살레스 · 쿠바 | 정선용 · 대한민국               | 이사벨 페르난데스 · 스페인     |
| 1996 애틀랜타 자세히       | 드리울리스 곤살레스 · 쿠바 | 정선용 · 대한민국               | 마리르젤 롬바 · 벨기에         |
| 2000 시드니 자세히         | 이사벨 페르난데스 · 스페인 | 드리울리스 곤살레스 · 쿠바      | 구사카베 기에 · 일본           |
| 2000 시드니 자세히         | 이사벨 페르난데스 · 스페인 | 드리울리스 곤살레스 · 쿠바      | 마리아 페크리 · 오스트레일리아 |
| 2004 아테네 자세히         | 이본 보에니치 · 독일       | 계순희 · 조선민주주의인민공화국 | 유리슬레이디 루페티 · 쿠바     |
| 2004 아테네 자세히         | 이본 보에니치 · 독일       | 계순희 · 조선민주주의인민공화국 | 데보라 그라벤친 · 네덜란드     |
| 2008 베이징 자세히         | 줄리아 퀸타발레 · 이탈리아 | 데보라 흐라벤스테인 · 네덜란드  | 쉬옌 · 중화인민공화국          |
| 2008 베이징 자세히         | 줄리아 퀸타발레 · 이탈리아 | 데보라 흐라벤스테인 · 네덜란드  | 케틀린 콰드로스 · 브라질       |
| 2012 런던 자세히           | 마쓰모토 가오리 · 일본     | 코리나 커프리오리우 · 루마니아  | 마티 멀로이 · 미국             |
| 2012 런던 자세히           | 마쓰모토 가오리 · 일본     | 코리나 커프리오리우 · 루마니아  | 오톤 파비아 · 프랑스           |
| 2016 리우데자네이루 자세히 | 하파엘라 시우바 · 브라질   | 도르지수렝깅 소미야 · 몽골      | 텔마 몬테이루 · 포르투갈       |
| 2016 리우데자네이루 자세히 | 하파엘라 시우바 · 브라질   | 도르지수렝깅 소미야 · 몽골      | 마쓰모토 가오리 · 일본         |
| 2020 도쿄 자세히           | 노라 자코바 · 코소보       | 사라레오니 시지크 · 프랑스      | 제시카 클림케이트 · 캐나다     |
| 2020 도쿄 자세히           | 노라 자코바 · 코소보       | 사라레오니 시지크 · 프랑스      | 요시다 쓰카사 · 일본           |
| 2024 파리 자세히           | 크리스타 데구치 · 캐나다   | 허미미 · 대한민국               | 후나쿠보 하루카 · 일본         |
| 2024 파리 자세히           | 크리스타 데구치 · 캐나다   | 허미미 · 대한민국               | 사라레오니 시지크 · 프랑스     |

### 하프 미들급
- -61kg (1992년 ~ 1996년)
- -63kg (2000년 ~ 현재)

| 종목                       | 금                             | 은                                | 동                               |
| -------------------------- | ------------------------------ | --------------------------------- | -------------------------------- |
| 1992 바르셀로나 자세히     | 샤트랭 플레리 · 프랑스         | 야엘 아라드 · 이스라엘            | 엘레나 페트로바 · 연합           |
| 1992 바르셀로나 자세히     | 샤트랭 플레리 · 프랑스         | 야엘 아라드 · 이스라엘            | 장디 · 중화인민공화국            |
| 1996 애틀랜타 자세히       | 에모토 유코 · 일본             | 켈라 반데카베에 · 벨기에          | 제니 갈 · 네덜란드               |
| 1996 애틀랜타 자세히       | 에모토 유코 · 일본             | 켈라 반데카베에 · 벨기에          | 정성숙 · 대한민국                |
| 2000 시드니 자세히         | 세브린 반덴앵드 · 프랑스       | 리슈팡 · 중화인민공화국           | 정성숙 · 대한민국                |
| 2000 시드니 자세히         | 세브린 반덴앵드 · 프랑스       | 리슈팡 · 중화인민공화국           | 젤라 반데카베에 · 벨기에         |
| 2004 아테네 자세히         | 다니모토 아유미 · 일본         | 클라우디아 헤이 · 오스트리아      | 우르스카 졸니르 · 슬로베니아     |
| 2004 아테네 자세히         | 다니모토 아유미 · 일본         | 클라우디아 헤이 · 오스트리아      | 드리울리스 곤잘레즈 · 쿠바       |
| 2008 베이징 자세히         | 타니모토 아유미 · 일본         | 루시 드코스 · 프랑스              | 엘리자베스 빌레부르제 · 네덜란드 |
| 2008 베이징 자세히         | 타니모토 아유미 · 일본         | 루시 드코스 · 프랑스              | 원옥임 · 조선민주주의인민공화국  |
| 2012 런던 자세히           | 우르슈카 졸리니르 · 슬로베니아 | 쉬리리 · 중화인민공화국           | 우에노 요시에 · 일본             |
| 2012 런던 자세히           | 우르슈카 졸리니르 · 슬로베니아 | 쉬리리 · 중화인민공화국           | 제브리즈 에만 · 프랑스           |
| 2016 리우데자네이루 자세히 | 티나 트르스테냐크 · 슬로베니아 | 클라리스 아그베녜누 · 프랑스      | 야르덴 제르비 · 이스라엘         |
| 2016 리우데자네이루 자세히 | 티나 트르스테냐크 · 슬로베니아 | 클라리스 아그베녜누 · 프랑스      | 아니카 판 엠던 · 네덜란드        |
| 2020 도쿄 자세히           | 클라리스 아그베녜누 · 프랑스   | 티나 트르스테냐크 · 슬로베니아    | 마리아 첸트라키오 · 이탈리아     |
| 2020 도쿄 자세히           | 클라리스 아그베녜누 · 프랑스   | 티나 트르스테냐크 · 슬로베니아    | 카트린 보슈맹피나르 · 캐나다     |
| 2024 파리 자세히           | 안드레야 레슈키 · 슬로베니아   | 프리스카 아위티 알카라스 · 멕시코 | 클라리스 아그베녜누 · 프랑스     |
| 2024 파리 자세히           | 안드레야 레슈키 · 슬로베니아   | 프리스카 아위티 알카라스 · 멕시코 | 라우라 파즐리우 · 코소보         |

### 미들급
- -66kg (1992년 ~ 1996년)
- -70kg (2000년 ~ 현재)

| 종목                       | 금                           | 은                             | 동                                       |
| -------------------------- | ---------------------------- | ------------------------------ | ---------------------------------------- |
| 1992 바르셀로나 자세히     | 레베 지메네즈 · 쿠바         | 일레니아 피란토지 · 이탈리아   | 케이트 호이 · 영국                       |
| 1992 바르셀로나 자세히     | 레베 지메네즈 · 쿠바         | 일레니아 피란토지 · 이탈리아   | 라켈 평지 · 벨기에                       |
| 1996 애틀랜타 자세히       | 조민선 · 대한민국            | 아네타 슈체판스카 · 폴란드     | 클라우디아 즈비어스 · 네덜란드           |
| 1996 애틀랜타 자세히       | 조민선 · 대한민국            | 아네타 슈체판스카 · 폴란드     | 왕시안보 · 중화인민공화국                |
| 2000 시드니 자세히         | 시벨리스 베라네스 · 쿠바     | 케이트 호이 · 영국             | 조민선 · 대한민국                        |
| 2000 시드니 자세히         | 시벨리스 베라네스 · 쿠바     | 케이트 호이 · 영국             | 일레나 스카핀 · 이탈리아                 |
| 2004 아테네 자세히         | 우에노 마시에 · 일본         | 에딧 보스 · 네덜란드           | 앤넷 보에 · 독일                         |
| 2004 아테네 자세히         | 우에노 마시에 · 일본         | 에딧 보스 · 네덜란드           | 퀸 동야 · 중화인민공화국                 |
| 2008 베이징 자세히         | 우에노 마시에다 · 일본       | 아나이시 에르난데스 · 쿠바     | 론다 로우지 · 미국                       |
| 2008 베이징 자세히         | 우에노 마시에다 · 일본       | 아나이시 에르난데스 · 쿠바     | 에딧 보스 · 네덜란드                     |
| 2012 런던 자세히           | 뤼시 데코스 · 프랑스         | 케르스틴 틸레 · 독일           | 유리 알베아르 · 콜롬비아                 |
| 2012 런던 자세히           | 뤼시 데코스 · 프랑스         | 케르스틴 틸레 · 독일           | 에딧 보스 · 네덜란드                     |
| 2016 리우데자네이루 자세히 | 다치모토 하루카 · 일본       | 유리 알베아르 · 콜롬비아       | 샐리 콘웨이 · 영국                       |
| 2016 리우데자네이루 자세히 | 다치모토 하루카 · 일본       | 유리 알베아르 · 콜롬비아       | 라우라 바르가스 코흐 · 독일              |
| 2020 도쿄 자세히           | 아라이 지즈루 · 일본         | 미하엘라 폴레레스 · 오스트리아 | 마디나 타이마조바 · 러시아 올림픽 위원회 |
| 2020 도쿄 자세히           | 아라이 지즈루 · 일본         | 미하엘라 폴레레스 · 오스트리아 | 사너 판 데이커 · 네덜란드                |
| 2024 파리 자세히           | 바르바라 마티치 · 크로아티아 | 미리암 부트케라이트 · 독일     | 미하엘라 폴레레스 · 오스트리아           |
| 2024 파리 자세히           | 바르바라 마티치 · 크로아티아 | 미리암 부트케라이트 · 독일     | 가브리엘라 윌렘스 · 벨기에               |

### 하프 해비급
- -72kg (1992년 ~ 1996년)
- -78kg (2000년 ~ 현재)

| 종목                       | 금                         | 은                       | 동                                  |
| -------------------------- | -------------------------- | ------------------------ | ----------------------------------- |
| 1992 바르셀로나 자세히     | 김미정 · 대한민국          | 다나베 요코 · 일본       | 아이린 데콕 · 네덜란드              |
| 1992 바르셀로나 자세히     | 김미정 · 대한민국          | 다나베 요코 · 일본       | 레티샤 메그낭 · 프랑스              |
| 1996 애틀랜타 자세히       | 윌라 베르브라우크 · 벨기에 | 다니베 요코 · 일본       | 디안데니스 루나 카스텔라노 · 쿠바   |
| 1996 애틀랜타 자세히       | 윌라 베르브라우크 · 벨기에 | 다니베 요코 · 일본       | 일레니아 스카핀 · 이탈리아          |
| 2000 시드니 자세히         | 탕린 · 중화인민공화국      | 세린느 레브룬 · 프랑스   | 시모나 마르셀라 리크테르 · 루마니아 |
| 2000 시드니 자세히         | 탕린 · 중화인민공화국      | 세린느 레브룬 · 프랑스   | 일레니아 스카핀 · 이탈리아          |
| 2004 아테네 자세히         | 안노 노리코 · 일본         | 리우샤 · 중화인민공화국  | 루시아 모리코 · 이탈리아            |
| 2004 아테네 자세히         | 안노 노리코 · 일본         | 리우샤 · 중화인민공화국  | 유리셀 라보르덴 · 쿠바              |
| 2008 베이징 자세히         | 양슈링 · 중화인민공화국    | 얄레니스 카스티조 · 쿠바 | 정경미 · 대한민국                   |
| 2008 베이징 자세히         | 양슈링 · 중화인민공화국    | 얄레니스 카스티조 · 쿠바 | 스테파니 포사마이 · 프랑스          |
| 2012 런던 자세히           | 케일라 해리슨 · 미국       | 제마 기번스 · 영국       | 오드리 최메오 · 프랑스              |
| 2012 런던 자세히           | 케일라 해리슨 · 미국       | 제마 기번스 · 영국       | 마이라 아기아르 · 브라질            |
| 2016 리우데자네이루 자세히 | 케일라 해리슨 · 미국       | 오드리 최메오 · 프랑스   | 마이라 아기아르 · 브라질            |
| 2016 리우데자네이루 자세히 | 케일라 해리슨 · 미국       | 오드리 최메오 · 프랑스   | 아나마리 벨렌셰크 · 슬로베니아      |
| 2020 도쿄 자세히           | 하마다 쇼리 · 일본         | 마들렌 말롱가 · 프랑스   | 아나마리아 바그너 · 독일            |
| 2020 도쿄 자세히           | 하마다 쇼리 · 일본         | 마들렌 말롱가 · 프랑스   | 마이라 아기아르 · 브라질            |
| 2024 파리 자세히           | 알리체 벨란디 · 이탈리아   | 인바르 라니르 · 이스라엘 | 마전자오 · 중화인민공화국           |
| 2024 파리 자세히           | 알리체 벨란디 · 이탈리아   | 인바르 라니르 · 이스라엘 | 파트리시아 삼파이우 · 포르투갈      |

### 해비급
- +72kg (1992년 ~ 1996년)
- +78kg (2000년 ~ 현재)

| 종목                       | 금                          | 은                            | 동                               |
| -------------------------- | --------------------------- | ----------------------------- | -------------------------------- |
| 1992 바르셀로나 자세히     | 주앙샤오얀 · 중화인민공화국 | 에스텔라 로드리게스 · 쿠바    | 나탈리아 루피노 · 프랑스         |
| 1992 바르셀로나 자세히     | 주앙샤오얀 · 중화인민공화국 | 에스텔라 로드리게스 · 쿠바    | 사카웨요코 · 일본                |
| 1996 애틀랜타 자세히       | 쑨푸밍 · 중화인민공화국     | 에스텔라 로드리게스 · 쿠바    | 크리스틴 시코 · 프랑스           |
| 1996 애틀랜타 자세히       | 쑨푸밍 · 중화인민공화국     | 에스텔라 로드리게스 · 쿠바    | 요한나 하군 · 독일               |
| 2000 시드니 자세히         | 유안후아 · 중화인민공화국   | 다이마 마옐리스 벨트란 · 쿠바 | 김선영 · 대한민국                |
| 2000 시드니 자세히         | 유안후아 · 중화인민공화국   | 다이마 마옐리스 벨트란 · 쿠바 | 야마시타 마유미 · 일본           |
| 2004 아테네 자세히         | 쓰카다 마키 · 일본          | 데이마 벨트란 · 쿠바          | 테아 동구자시빌리 · 러시아       |
| 2004 아테네 자세히         | 쓰카다 마키 · 일본          | 데이마 벨트란 · 쿠바          | 순 푸밍 · 중화인민공화국         |
| 2008 베이징 자세히         | 퉁원 · 중화인민공화국       | 츠카다 마키 · 일본            | 이달리스 오르티스 · 쿠바         |
| 2008 베이징 자세히         | 퉁원 · 중화인민공화국       | 츠카다 마키 · 일본            | 루치야 폴라브베르 · 슬로베니아   |
| 2012 런던 자세히           | 이달리스 오르티스 · 쿠바    | 스기모토 미카 · 일본          | 카리나 브라이언트 · 영국         |
| 2012 런던 자세히           | 이달리스 오르티스 · 쿠바    | 스기모토 미카 · 일본          | 퉁원 · 중화인민공화국            |
| 2016 리우데자네이루 자세히 | 에밀리 앙데올 · 프랑스      | 이달리스 오르티스 · 쿠바      | 야마베 가나에 · 일본             |
| 2016 리우데자네이루 자세히 | 에밀리 앙데올 · 프랑스      | 이달리스 오르티스 · 쿠바      | 위쑹 · 중화인민공화국            |
| 2020 도쿄 자세히           | 소네 아키라 · 일본          | 이달리스 오르티스 · 쿠바      | 이리나 킨제르스카 · 아제르바이잔 |
| 2020 도쿄 자세히           | 소네 아키라 · 일본          | 이달리스 오르티스 · 쿠바      | 로만 디코 · 프랑스               |
| 2024 파리 자세히           | 베아트리스 소자 · 브라질    | 라즈 헤르슈코 · 이스라엘      | 김하윤 · 대한민국                |
| 2024 파리 자세히           | 베아트리스 소자 · 브라질    | 라즈 헤르슈코 · 이스라엘      | 로만 디코 · 프랑스               |

## 혼성

### 단체전
| 종목             | 금 | 은 | 동 |
| ---------------- | --- | --- | --- |
| 2020 도쿄 자세히 | 프랑스 (FRA) · 클라리스 아그베녜누 · 아망딘 뷔샤르 · 기욤 셴 · 악셀 클레르제 · 사라레오니 시지크 · 로만 디코 · 알렉상드르 이디르 · 킬리안 르블루슈 · 마들렌 말롱가 · 마르고 피노 · 테디 리네르                                                                   | 일본 (JPN) · 아베 히후미 · 아베 우타 · 아라이 지즈루 · 하마다 쇼리 · 하라사와 히사요시 · 무카이 쇼이치로 · 나가세 다카노리 · 오노 쇼헤이 · 소네 아키라 · 다시로 미쿠 · 에런 울프 · 요시다 쓰카사                                 | 독일 (GER) · 요하네스 프라이 · 카를리하르트 프라이 · 야스민 그라보프스키 · 카타리나 멘츠 · 도미니크 레셀 · 조바나 스코치마로 · 제바스티안 자이들 · 테레자 슈톨 · 마르티나 트라이도스 · 에두아르트 트리펠 · 아나마리아 바그너 · 이고어 반트케 |
| 2020 도쿄 자세히 | 프랑스 (FRA) · 클라리스 아그베녜누 · 아망딘 뷔샤르 · 기욤 셴 · 악셀 클레르제 · 사라레오니 시지크 · 로만 디코 · 알렉상드르 이디르 · 킬리안 르블루슈 · 마들렌 말롱가 · 마르고 피노 · 테디 리네르                                                                   | 일본 (JPN) · 아베 히후미 · 아베 우타 · 아라이 지즈루 · 하마다 쇼리 · 하라사와 히사요시 · 무카이 쇼이치로 · 나가세 다카노리 · 오노 쇼헤이 · 소네 아키라 · 다시로 미쿠 · 에런 울프 · 요시다 쓰카사                                 | 이스라엘 (ISR) · 토하르 부트불 · 라즈 헤르슈코 · 리 코흐만 · 인바르 라니르 · 사기 무키 · 팀나 넬손레비 · 페테르 팔치크 · 시라 리쇼니 · 오르 사손 · 길리 샤리르 · 바루흐 슈마일로프                                                           |
| 2024 파리 자세히 | 프랑스 (FRA) · 시린 부클리 · 조앙뱅자맹 가바 · 아망딘 뷔샤르 · 왈리데 키아르 · 사라레오니 시지크 · 뤼카 므케이제 · 클라리스 아그베녜누 · 알파 우마르 잘로 · 마리에브 가이에 · 막심가엘 응가야프 앙부 · 로만 디코 · 오렐리앵 디에세 · 마들렌 말롱가 · 테디 리네르 | 일본 (JPN) · 아베 우타 · 아베 히후미 · 후나쿠보 하루카 · 하시모토 소이치 · 쓰노다 나쓰미 · 나가야마 류주 · 니조에 사키 · 무라오 산시로 · 다시로 미쿠 · 나가세 다카노리 · 에런 울프 · 다카야마 리카 · 소네 아키라 · 사이토 다쓰루 | 브라질 (BRA) · 다니에우 카르그닝 · 레오나르두 곤사우베스 · 윌리앙 리마 · 하파에우 마세두 · 길례르미 슈미트 · 하파에우 시우바 · 라리사 피멘타 · 케틀레잉 쿠아드루스 · 하파엘라 시우바 · 베아트리스 소자                                       |
| 2024 파리 자세히 | 프랑스 (FRA) · 시린 부클리 · 조앙뱅자맹 가바 · 아망딘 뷔샤르 · 왈리데 키아르 · 사라레오니 시지크 · 뤼카 므케이제 · 클라리스 아그베녜누 · 알파 우마르 잘로 · 마리에브 가이에 · 막심가엘 응가야프 앙부 · 로만 디코 · 오렐리앵 디에세 · 마들렌 말롱가 · 테디 리네르 | 일본 (JPN) · 아베 우타 · 아베 히후미 · 후나쿠보 하루카 · 하시모토 소이치 · 쓰노다 나쓰미 · 나가야마 류주 · 니조에 사키 · 무라오 산시로 · 다시로 미쿠 · 나가세 다카노리 · 에런 울프 · 다카야마 리카 · 소네 아키라 · 사이토 다쓰루 | 대한민국 (KOR) · 김민종 · 김원진 · 안바울 · 이준환 · 한주엽 · 김하윤 · 이혜경 · 윤현지 · 정예린 · 허미미 |

## 폐지 종목

### 남자

#### 무제한급
| 종목                     | 금                                   | 은                                   | 동                                       |
| ------------------------ | ------------------------------------ | ------------------------------------ | ---------------------------------------- |
| 1964 도쿄 자세히         | 안톤 헤싱크 · 네덜란드               | 가미나가 아키오 · 일본               | 시어도어 보로노브스키스 · 오스트레일리아 |
| 1964 도쿄 자세히         | 안톤 헤싱크 · 네덜란드               | 가미나가 아키오 · 일본               | 클라우스 글란 · 독일 연합                |
| 1968 멕시코시티          | 올림픽에서 이 경기가 진행되지 않았다 | 올림픽에서 이 경기가 진행되지 않았다 | 올림픽에서 이 경기가 진행되지 않았다     |
| 1972 뭔헨 자세히         | 빌럼 뤼스카 · 네덜란드               | 비탈리 쿠즈네초프 · 소련             | 장 클로드 블롱다니 · 프랑스              |
| 1972 뭔헨 자세히         | 빌럼 뤼스카 · 네덜란드               | 비탈리 쿠즈네초프 · 소련             | 엔젤로 패리시 · 영국                     |
| 1976 몬트리올 자세히     | 우에무라 하루키 · 일본               | 키스 렘프리 · 영국                   | 조재기 · 대한민국                        |
| 1976 몬트리올 자세히     | 우에무라 하루키 · 일본               | 키스 렘프리 · 영국                   | 쇼타 초치시빌리 · 소련                   |
| 1980 모스크바 자세히     | 디트 마르 로렌츠 · 동독              | 안젤로 파리시 · 프랑스               | 아서 맵 · 영국                           |
| 1980 모스크바 자세히     | 디트 마르 로렌츠 · 동독              | 안젤로 파리시 · 프랑스               | 안드라스 오스바르 · 헝가리               |
| 1984 로스엔젤레스 자세히 | 야마시타 야스히로 · 일본             | 모하메드 알리 라슈안 · 이집트        | 미하이 시드 · 루마니아                   |
| 1984 로스엔젤레스 자세히 | 야마시타 야스히로 · 일본             | 모하메드 알리 라슈안 · 이집트        | 아르투르 슈나벨 · 서독                   |

## 참조
- 국제 올림픽 위원회 데이터베이스

1. 1 2 3  “유도”. 국제 올림픽 위원회.